# Augustyn ze Stargardu
Augustyn ze Stargardu (łac. Angelus de Stargardia) (XIV w.) – lektor w klasztorze augustianów w Stargardzie. Niewiele wiemy o jego życiu. W l. 1342-47 napisał najstarszą kronikę pomorską tzw. Protokół dedykowany księciu szczecińskiemu Barnimowi III z dyn. Gryfitów.

## Treść, charakterProtokołui jego losy
Genezą spisania Protokołu był spór jaki toczył się w czasie jego spisania między arcybiskupami gnieźnieńskimi a biskupami kamieńskimi na tle pobieranego w Polsce świętopietrza. W kręgach kościelnych i świeckich Pomorza Zachodniego oparto się wtedy zdecydowanie zaliczaniu diecezji kamieńskiej do polskiej metropolii kościelnej. 
Augustyn wywodzi w swym dziele, że księstwa pomorskie nigdy do Polski nie należały, a biskupstwo kamieńskie, było zawsze niezawisłe od Gniezna. Celem jego pisma było wykazanie na podstawie dostępnych źródeł (Żywot św. Ottona z Bambergu, Kronika Słowian Helmolda, Kronika polsko-śląska, Żywot św. Stanisława, Kronika wielkopolska, Kronika papieży i cesarzy Marcina z Opawy oraz dokumenty dotyczące biskupstwa kamieńskiego) odwiecznej niezależności Pomorza od państwa polskiego. 
Korzystali z Protokołu późniejsi kronikarze pomorscy. Nie zachował się jego oryginał ani średniowieczna kopia. W XV w. prawnik uniwersytetu gryfijskiego Johann Perleberg uzupełnił go aktualizując wywody Augustyna i dodał wstęp. W XVI w. zastępca bp-a w kapitule kamieńskiej Johann Peter Swawe dopisał do niego notę wstępną (nagłówek) i uwagi marginalne. Johann Philipp Palthen na początku XVIII w. dokonał odpisu Protokołu, który został następnie wydany w 1858 r. przez Johanna Gottfrieda Ludwiga Kosegartena.

## Inne dzieła Augustyna
Być może w wyniku działalności Augustyna, lub kogoś z kręgu jego klasztoru, powstały Kamieńska kronika (in. Rodowód książąt pomorskich, Genealogia książąt pomorskich większa i mniejsza) i tzw. Stargardzka  – bardzo ważne źródła o Gryfitach od przyjęcia przez nich chrztu do czasów współczesnych autorowi.